# Haroun Fall
Haroun Fall (Torino, 11 novembre 1995) è un attore italiano.

## Biografia
Nato a Torino da una famiglia di origine senegalese, cresce presso una famiglia adottiva italo-inglese alla quale viene affidato all'età di otto mesi. Dopo un'iniziale passione per il calcio nella squadra giovanile della Juventus viene iscritto in giovanissima età a un corso di teatro.

Esordisce in televisione nel 2009 nella rubrica I Criticoni tenuta di Alessandra Comazzi all'interno della trasmissione per ragazzi  Trebisonda.

Negli anni successivi, tra il 2011 e il 2017, partecipa a diverse produzioni teatrali: viene ammesso alla Bernstein School Of Musical Theatre di Bologna ma rifiuta l'ammissione per trasferirsi a Roma all'età di 19 anni e nel 2015 viene ammesso al Centro Sperimentale di Cinematografia presso il quale si diploma nel 2018. Negli anni della frequentazione del Centro Sperimentale non sospende la sua attività teatrale, e nonostante il panorama italiano offra pochi ruoli per attori di colore prende parte per tre anni consecutivi, alla tournée nazionale di La Classe, testo scritto da Vincenzo Manna per la regia di Giuseppe Marini. Parallelamente partecipa come attore a diversi cortometraggi, tra cui Il porto e la tempesta per la regia di Lino Guanciale, ed esordisce al cinema nel 2018 con Arrivano i prof. Seguono, sempre lo stesso anno, Cobra non è al cinema e le serie  L'Allieva e L'amore strappato per la televisione.
Il primo ruolo di co-protagonista per il piccolo schermo arriva nel 2021 con la serie  Zero, la prima serie italiana con un cast principale interamente di colore, in cui interpreta la parte del giovane mulatto Sharif. Nel 2022 è tra i protagonisti di Space Monkeys, diretto da Aldo Iuliano, e La prima regola, diretto da Massimiliano D'Epiro.
Dopo il 2022, Haroun Fall ha preso parte a diversi progetti nel campo del cinema, della televisione e del teatro. Nel 2023–2024 è stato tra i protagonisti dello spettacolo teatrale Il gioco degli dèi di Francesco Niccolini nella parte di Patroclo al fianco di Alessio Boni per la regia di Roberto Aldorasi. 
Nel 2024 ha recitato nel film Prophecy per la regia di Jacopo Rondinelli come coprotagonista. e ha preso parte alla serie Il clandestino, diretta da Rolando Ravello in onda su Rai 2, e alla serie Sara - La donna nell’ombra, diretta da Carmine Elia, trasmessa da Netflix. 
Nel 2025 termina le riprese del primo film da protagonista intitolato Le Leonesse, diretto da Massimo Spano, la cui uscita è stata annunciata per il 2026 e della serie Una Nuova vita, diretta da Fabrizio Costa.

## Vita privata
Nato da genitori senegalesi e cresciuto in affidamento presso una famiglia italiana, Haroun Fall ha dichiarato di essere in buoni rapporti con il suo padre biologico.

È impegnato sul fronte dell'attivismo: nel 2019 ha partecipato alle dimostrazioni di Black Lives Matter in Italia prendendo la parola assieme ad altre personalità italiane di colore nel corso della manifestazione romana di Piazza del Popolo, in cui ha auspicato una riforma della legge sulla cittadinanza. Sul tema dell'integrazione nella società e nella fattispecie nel cinema, Fall è stato invitato a tenere anche degli incontri con gli studenti nelle scuole.
È stato sentimentalmente legato all'attrice Daniela Scattolin, conosciuta sul set di Zero: dalla loro unione, il 18 maggio 2021, è nata Adelaide Harper Rose Fall .  I due si sono separati a settembre dello stesso anno. Dal 2024, Haroun Fall è legato sentimentalmente alla designer Aisha Quiñones.

Oltre all'attività di attore, Fall ha girato diversi videoclip musicali e ha partecipato, occasionalmente, ad alcuni défilé di moda come modello.

## Filmografia

### Cinema
- Arrivano i prof, regia di Ivan Silvestrini (2018)
- Cobra non è, regia di Mauro Russo (2018)
- Space Monkeys, regia di Aldo Iuliano (2022)
- La prima regola, regia di Massimiliano D'Epiro (2022)
- Prophecy, regia di Jacopo Rondinelli (2024)

### Televisione
- I Criticoni per Trebisonda, (2009)
- L'allieva, episodio 2x09 L’apostolo americano (2018)
- L'amore strappato, regia di Ricky Tognazzi (2018)
- Zero, regia di Ivan Silvestrini, Paola Randi e Mohamed Hossameldin. (2021)
- Il clandestino, regia di Rolando Ravello - serie TV (2024)
- Sara - La donna nell’ombra , regia di Carmine Elia – serie TV, 4 episodi (2025)

## Teatro
- Il mago di Oz di  Franca Dorato, regia di Franca Dorato (2011 e 2015)
- Otello di William Shakespeare, regia di Simone Moretto (2013)
- Grease di Jim Jacobs e Warren Casey, regia di Simone Moretto (2013)
- Cenerentola di Jacopo Ferretti e Gioachino Rossini, regia di Girolamo Angione (2014)
- Terrore e miseria del Terzo Reich di Bertolt Brecht (2014)
- Il Gabbiano di Anton Chechov, regia di Luciano Caratto (2015)
- Il Fiesco - regia di Lorenzo D'Amico (2017)
- Platonov di Anton Cechov, regia di Eljana Popova (2017)
- La Classe di Vincenzo Manna, regia di Giuseppe Marini (2017-2019)
- Birdland di Simon Stephens, regia di Vito Mancusi (2019)
- Il gioco degli dèi di Francesco Niccolini, regia di Roberto Aldorasi (2023-2024)

## Videoclip
- Silhouettes di Jacky Greco (2016)
- No Hero di Elisa (2016)
- Ho fatto bene di Nitro (2018)
- Le tasche piene di sassi di Giorgia (2018)
- Lontana di El.Di.Ei (2018)
- Rapide di Mahmood (2019)
- Come me di Gigi D'Alessio e Luchè (2020)

## Cortometraggi
- San Salvario di Hedy Krissane (2014)
- La Pantera Albina di Pier Lorenzo Pisano (festival 48h) (2016)
- Il dottore dei pesci di Susanna Della Sala (2017)
- Il porto e la tempesta di Lino Guanciale (2017)
- Fino alla Fine di Giovanni Dota (2018)
- Naik di Mauro Russo (2019)

## Riconoscimenti
- 2016: Premio per il miglior monologo al Roma Creative Contest - Short Film Festival[1]
- 2021 : Magna Grecia Award